# Bracon saussurei
Bracon saussurei är en stekelart som beskrevs av Schulz 1906. Bracon saussurei ingår i släktet Bracon och familjen bracksteklar. Inga underarter finns listade.